# Volksbank Pforzheim
Die Volksbank Pforzheim eG war eine Genossenschaftsbank mit Sitz in Pforzheim. Das Geschäftsgebiet der Bank umfasste das Stadtgebiet Pforzheim, den Enzkreis sowie den nördlichen Landkreis Calw.
Im Jahr 2022 fusionierte die Volksbank Pforzheim eG mit der Volksbank Karlsruhe Baden-Baden eG und der VR Bank Enz plus eG zur Volksbank pur eG.

## Geschichte

### 1868–1906 Vorschussverein Pforzheim
Am 19. Januar 1868 wurde im großen Rathaussaal in Pforzheim der Vorschussverein gegründet. Der Vorschußverein für Stadt und Bezirk Pforzheim eröffnete seine Tätigkeit am 1. März 1868 in der Baumstraße D 188 in Pforzheim. Ende August 1868, nach einem halben Jahr seines Bestehens also, hatte der Vorschussverein 374 Mitglieder und 34 715 Gulden ausgeliehen.
In der Generalversammlung vom 8. Juni 1874 wurde die Eintragung des Vorschußvereins, der nach seiner ersten Satzung als Personenverein gegründet worden war, in das inzwischen auch in Baden reichsgesetzlich eingeführte Genossenschaftsregister beschlossen. „Vorschußverein Pforzheim eingetragene Genossenschaft“ war jetzt der offizielle Name. Die Mitgliederzahl stieg von 1274 im Jahr 1871 auf 3562 im Jahr 1876. Allein in den drei Jahren 1872 bis 1874 mussten 4473 Vorschüsse über 1 529 000 Gulden neu gewährt und 8481 Kredite über 2 158 000 Gulden prolongiert werden. Weitere 4265 Vorschüsse über fast dreieinhalb Millionen Mark wurden in den Jahren 1875 und 1876 gegeben, zugleich 11 340 Kredite über 6 Millionen Mark prolongiert.
Ein eigenes Bankgebäude erwarb der Verein im Juni 1892 mit dem Haus Zerrennerstraße 27. 1895 wurde bei der Genossenschaft erstmals der Kontokorrentverkehr eingeführt.

### 1907–1917 Pforzheimer Gewerbebank
Ein neuer Meilenstein wurde am 22. April 1907 mit der Umwandlung des Vorschußvereins Pforzheim in die Pforzheimer Gewerbebank gesetzt. Die Hauptversammlung vom 17. Juli 1908 bewilligte 90 000 Mark für die Errichtung eines dreistöckigen Bankgebäudes anstelle des Hinterhauses in der Zerrennerstraße 27. 1913 hatte die Genossenschaft 2 982 Mitglieder, bei Kriegsende 1918 waren es noch 2 264 Mitglieder. Im Kriegsjahr 1916 stand nach der Bilanzsumme Pforzheims Gewerbebank immerhin bereits an siebenter Stelle unter den Gewerbebanken in Baden.

### 1918–1939 Pforzheimer Gewerbebank eGmbH
In der Generalversammlung vom 21. März 1918 wurde die Umwandlung der Gewerbebank Pforzheim in eine eingetragene Genossenschaft mit beschränkter Haftpflicht beschlossen. Da noch kein Kriegsende abzusehen war, nahm der Aufsichtsrat im August 1918 die Formalitäten vor, die nach Ablauf einer einjährigen Sperrfrist den Übergang der Genossenschaft zur beschränkten Haftpflicht bezweckten. So trat der neue Status am 8. September 1919 in Kraft. Bereits in der Generalversammlung vom 20. März 1919 war die erforderliche Satzung für die Pforzheimer Gewerbebank eGmbH genehmigt worden. Ende 1924 betrug die Bilanzsumme der Pforzheimer Gewerbebank 1 242 000 Reichsmark, während der Umsatz 44,3 Millionen Reichsmark erreichte. Die Mitgliederzahl in diesem Jahr betrug 2 905 Mitglieder. Ebenfalls im Jahr 1924 wurde die heutige Volksbank-Geschäftsstelle in Wildbad als Filiale eröffnet. In der Pforzheimer Zentrale der Gewerbebank nahm der Geschäftsumfang immer weiter zu und führte 1927 zu dem Beschluss, die maschinelle Buchhaltung einzuführen.

### 1940 Volksbank Pforzheim eGmbH
In der 71. Hauptversammlung am 10. April 1940 wurde die Firmenänderung in „Volksbank Pforzheim eGmbH“ beschlossen. Am 31. Mai 1943 wurde die Landesbank für Haus- und Grundbesitz, die 1939 das bereits 1868 gegründete private Bankhaus Bloch übernommen hatte, in gegenseitigem Einvernehmen fusioniert. Im 75. Jahr des Bestehens der Volksbank Pforzheim erhöhte sich dadurch ihre Bilanzsumme auf 19,8 Millionen Reichsmark bei 1693 Mitgliedern. Trotz des Krieges stieg im Jahr darauf, 1944, das Bilanzvolumen auf 24,3 Millionen Reichsmark, während sich die Mitgliederzahl auf 1765 belief.
Am 23. Februar 1945 wurde von englischen Bombern innerhalb von zwanzig Minuten der größte Teil Pforzheims in Schutt und Asche gelegt. In dieser Schicksalsnacht wurden auch die Gebäude der Volksbank in der Zerrennerstraße 27 und in der Dillsteiner Straße 3 bei der Roßbrücke völlig zerstört. Pforzheims Volksbank fand nach der Zerstörung der Stadt dürftige Notunterkünfte in verschiedenen Anwesen des von den Bomben größtenteils verschonten Stadtteils Brötzingen und hatte als Refugium noch ihre Zweigstelle in Wildbad. Die Volksbank Pforzheim übernahm am 5. September 1945 den im Mai 1890 gegründeten Ländlichen Kreditverein Brötzingen, der sich seit 1920 Kreditverein und Sparkasse Brötzingen und seit 1940 Volksbank Brötzingen eGmbH genannt hatte. Am 27. September 1948 konnte die Volksbank die Eröffnung ihrer Räumlichkeiten in der Leopoldstraße 6 feiern. Sie war die erste Bank in Pforzheim, die mitten in der noch völlig zerstörten City ihr Hauptgeschäft neu eröffnete. Seit 1948, als sich zugleich die Exportbeziehungen der Goldstadt neu belebten, hat die Volksbank Pforzheim auch die Funktion einer Außenhandelsbank. Die Bilanzsumme der Volksbank Pforzheim betrug am Jahresende 1949 rund 7,1 Millionen Mark und hatte sich damit seit der Währungsreform bereits verdreifacht. Für die Bevölkerung des Stadtteils Dillweißenstein wurde am 1. Oktober 1950 in der Hirsauer Straße eine Zahlstelle eröffnet. Nach der Bilanzsumme stand Ende 1950 Pforzheims Volksbank unter den Volksbanken in der Bundesrepublik an elfter Stelle.
Im März 1951 gelang es, das Grundstück Westliche-Karl-Friedrich-Straße 53 zu kaufen, um darauf ein eigenes Bankgebäude zu erstellen. Zur Förderung des Spargedankens wurde am 23. Mai 1951 der Erste Sparverein Pforzheim gegründet und ins Vereinsregister eingetragen.
Die folgenden Jahre führten zu einem beachtlichen Ausbau der Außenstellen. Am 31. Dezember 1952 übernahm die Volksbank Pforzheim die bis dahin selbständige Volksbank Wiernsheim eGmbH. In der aufstrebenden Industriestadt Mühlacker wurde am 23. März 1953 eine Zweigniederlassung eröffnet. Im Januar 1954 wurde die im Jahr 1867 gegründete Volksbank Neuenbürg übernommen. Das Netz der Außenstellen wurde im Jahr darauf erneut verdichtet; am 30. März 1955 bekam Calmbach eine Zahlstelle, und am 7. Dezember 1955 wurde ein neuer Stützpunkt in Niefern eröffnet. Am 21. Dezember 1953 wurde das neue Bankhaus in der Westliche-Karl-Friedrich-Straße 53 eingeweiht. 1955 betrug die Bilanzsumme 37,4 Millionen Mark, und die Volksbank Pforzheim stand damit an fünfter Stelle aller deutschen Volksbanken. Die Bilanzsumme von 1958 betrug 64,5 Millionen Mark. Die neunzig Jahre alt gewordene Volksbank Pforzheim konnte sich auf die bis dahin nie erreichte Zahl von 4318 Mitgliedern stützen. In Huchenfeld wurde im Januar 1961 eine Außenstelle eröffnet. Ende 1961 wurde die Spar- und Darlehenskasse Dobel übernommen. In der Zentrale wurde 1961 ein Spätschalter eröffnet, der erste seiner Art in Pforzheim. Im November 1962 wurde eine Geschäftsstelle am Marktplatz in Birkenfeld eröffnet. Im Jahr 1964 bekam Tiefenbronn eine neue Volksbank-Filiale. In Pforzheim selbst wurde mit der Eröffnung der Geschäftsstelle Nordstadt ein wesentlicher Schritt zur Dezentralisierung und Entlastung des Hauptgeschäfts getan. Weitere zwei Geschäftsstellen wurden 1965 eröffnet; die eine im Mai in Höfen und die andere im Dezember in der Hauptstraße in Eutingen.
Im April 1966 folgte die Eröffnung der Geschäftsstelle Auerbrücke in Pforzheim und im Dezember des gleichen Jahres in Ispringen. Weitere drei Geschäftsstellen wurden 1967 dem Betrieb übergeben, und zwar am 3. März in der Gartenstadt Arlinger, am 14. Juli in der Lienzinger Straße in Mühlacker, die letzte am 28. Juli in Ötisheim. Die Hundert-Millionen-Grenze bei ihrer Bilanzsumme überschritt Pforzheims Volksbank erstmals im Jahr 1961. Mit einer Bilanzsumme von 104 Millionen Mark zum Jahresende 1961 rangierte die Volksbank Pforzheim nun an dritter Stelle unter den deutschen Volksbanken nach Frankfurt und Berlin. Das hundertste Geschäftsjahr, das zum 31. Dezember 1967 endete, schloss mit einer Bilanzsumme von 245 Millionen Mark. Der Umsatz war auf 5,6 Milliarden angewachsen. Die Mitgliederzahl belief sich dabei auf 12 600.
1969 wurde die Spar- und Darlehenskasse Grunbach übernommen. Im Jahr 1970 fusionierten die Raiffeisenkasse Dürrn und die Raiffeisenbank Büchenbronn mit der Volksbank Pforzheim. Im folgenden Jahr 1971 suchten gleich vier Banken mit der Volksbank Pforzheim einen starken Partner: die Ötisheimer Bank, die Illinger Bank, die Genossenschaftsbank Wurmberg und die Raiffeisenbank Conweiler/Schwann. Im Jahr 1972 erfolgte der Zusammenschluss mit der Raiffeisenbank Tiefenbronn, der Warenkreditgenossenschaft Pforzheim und der Spar- und Kreditbank Pforzheim. 1973 wird der bisherige Einsatz eines Lochkartensystems durch eine EDV-Anlage im eigenen Rechenzentrum ersetzt. 1977 schloss sich die Volksbank Pforzheim dem weltweiten Datennetz SWIFT an. Die Bilanzsumme stieg 1979 erstmals auf über 1 Milliarde DM an. In Kieselbronn wird 1984 die 50. Geschäftsstelle eröffnet. 1985 waren erstmals 50 000 Kunden Mitglieder der Volksbank Pforzheim. Im Jahr 1986 wurde in der Zentrale der erste Geldausgabeautomat (GAA) installiert. 1988 wurde die gesamte EDV-Abwicklung an die Fiducia & GAD IT AG in Karlsruhe übertragen. Die Bilanzsumme kletterte 1990 erstmals auf über 2 Milliarden D-Mark. Im gleichen Jahr verschmolz die Raiffeisenbank Schömberg mit der Volksbank Pforzheim und es kam erstmals ein Kontoauszugsdrucker zum Einsatz. 1992 wurde mit der Knittlinger Bank fusioniert, 1994 folgte die Raiffeisenbank Ispringen. 1997 wird der Neubau des so genannten VolksbankHauses in der Westlichen-Karl-Friedrich-Straße 53 eingeweiht.

### 2012 Fusion mit der Raiffeisenbank Birkenfeld
Im Jahre 2012 nahm die Volksbank Pforzheim eG die Raiffeisenbank Birkenfeld eG auf.

## Verbundpartner
- Bausparkasse Schwäbisch Hall
- DZ Hyp
- DZ-Bank
- EasyCredit
- R+V Versicherung
- Süddeutsche Krankenversicherung
- Union Investment
- VR Smart Finanz